# Type MSO
Pour les articles homonymes, voir MSO.
Les dragueurs de mines français de type MSO sont des dragueurs de mines océaniques construits aux États-Unis et transférés à la France au titre du Mutual Defense Assistance Program (MDAP).

## Service
Les dragueurs de mines océaniques de type MSO se différencient des dragueurs côtiers de type MSC (Mine Sweeper Coastal) et des dragueurs de petits fonds de type MSI (Mine Sweeper Inshore) par leur aptitude à draguer en eau profonde.
Dans l'attente des nouveaux chasseurs de mines tripartite classe Eridan, cinq de ces dragueurs furent complètement refondus et transformés en chasseurs de mines de 1976 à 1979. 

Leur désignation devint officiellement chasseurs de mines classe Dompaire (furent ainsi refondus les : Dompaire, Mytho, Cantho, Garigliano et Vinh Long).

## Conception
La coque en bois du type MSO a été conçue par Philip L. Rhodes (1895-1974). Il a incorporé les techniques de nouvelles constructions qui ont permis de réduire d'environ 50% le poids de la coque. Les machines et les composants internes utilisent des matériaux non ferreux ou non magnétiques pour une signature magnétique minimum. Au momernt de sa construction, le type MSO a été considéré comme le bateau le plus complexe et le plus novateur, mais il coûtait cher. Il était capable de draguer les mines à orins et les mines à influences magnétiques et acoustiques. 
La plage arrière est dégagée pour recevoir les apparaux des différentes dragues :
- treuils et tambours de dragage
- potences pour la mise en œuvre des différentes dragues.
- Diverses dragues : mécaniques, magnétiques, acoustiques et explosives

## Les unités
- M609 Narvik
- M610 Ouistreham
- M612 Alençon
- M613 Berneval
- M614 Bir Hacheim
- M615 Cantho
- M616 Dompaire
- M617 Garigliano
- M618 Mytho
- M619 Vinh Long
- M620 Berlaimont
- M621 Origny
- M622 Autun
- M623 Baccarat
- M624 Colmar